# Délivrances (Morrison)
Pour les articles homonymes, voir Délivrances.
Délivrances (God Help the Child), paru en 2015, est le onzième roman de l'écrivaine américaine Toni Morrison.

## Résumé
Lula Ann Bridewell naît au début des années 1990, avec des cheveux bouclés et sa peau est d'un brun intense.
Ses parents sont des métis à la peau blanche et aux cheveux blonds.
Le père considère cette enfant comme une ennemie et quitte la mère.
Son éducation est stricte et dure, sans doute pour préparer Lula Ann à toutes les difficultés auxquelles doit faire face une jeune noire.
Et la mère exige que sa fille l’appelle Sweetness (Douceur)…
Jeune adulte, Lula Ann, désormais Ann Bride (Mariée), est une splendide jeune femme, directrice régionale d’une entreprise  de cosmétiques.
Et son compagnon, Booker (Agent d’artiste, imprésario), trompettiste, vient de la quitter et de disparaître.
Le roman explore « la colère des enfants » — titre initialement donné en anglais par Toni Morrison à l'ouvrage, qui détestait celui adopté par son éditeur — et celle des adultes : Lula Ann, Booker, Rain, Sweetness…

## Accueil
Plus que le public américain, le lectorat francophone est sensible à ce « court roman d’une densité exceptionnelle »,
« À plus de 80 ans, Toni Morrison ne lâche rien et signe «Délivrances» »,
« Délivrons-nous du mal, souffle Toni Morrison »,
« Aucune montagne (noire ou blanche) n'est infranchissable pour les hommes et femmes de bonne volonté »